# Josie și Pisicile
Josie și Pisicile (Josie  and  the Pussycats) este un serial american de desene animate produs de Hanna-Barbera Productions bazat pe seria de benzi desenate cu același nume de Archie Comics creată de Dan DeCarlo. Serialul a avut 32 episoade în total, din care 16 în primul sezon și tot 16 în cel de-al doilea, ambele difuzate pe canalele americane CBS în anii ’70. În acest serial este prezentată povestea unei trupe muzicale formată din trei fete, costumate în haine de leopard, cu urechi ascuțite și cozi, asemenea unor feline, călătorind pe întreg mapamondul cu un grup de prieteni în căutare de aventuri.
Serialul are tentă polițistă asemeni altor producții Hanna-Barbera precum: Scooby-Doo, unde ești tu!, Johnny Quest, Fantoma cosmică sau Shazzan.
În România serialul s-a difuzat pe canalul Boomerang, însă disponibil doar în limba engleză.

## Premis
Fiecare episod le surprinde pe “Pisici” și grupul lor de prieteni pregătiți să susțină un concert sau vreo înregistrare într-un loc însorit. Deseori, Alexandra este personajul care îi implică pe ceilalți într-o nouă aventură sau mister,dar orice s-ar întâmpla “Pisicile” vor elucida cazul, pregătindu-i o cursă rǎufacătorului, urmând să fie dat pe mâna justiției. Astfel “Pisicile” se pot întoarce la concertul lor, în ceea ce o privește pe Alexandra și planurile sale, care sunt mereu dejucate de fete. Aceasta caută să le distrugă concertul și să-l îndepărteze pe Alan de Josie.

### Cântec
Textul melodiei a fost  scris de  Hoyt Curtin, William Hanna sub pseudonimul “Denby Williams” și Joseph Barbera sau “Joseph Roland”, purtând titlul original “Josie and the Pussycats".

## Personaje
- Josie - Chitarista roșcată și liderul bandei. Este oarecum îndrăgostită de Alan, mașinistul formației.
- Valerie - Membrul african-american și tamburista trupei. Vocea rațiunii în intermediul grupului, este foarte inteligentă și este și un vrăjitor al mecanicii.
- Melody - Membra grupului ce cântă la tobe. Blondă, imatură și nătăfleață, ce îi lipsește lui Melody în intelect o face în inimă. Are un optimism și tandrețe perpetuală. Urechile sale zvâcnesc la pericol.
- Alan - Mașinistul musculos al formației și dragostea lui Josie. Seamănă mult cu Fred Jones din Scooby-Doo.
- Alexander Cabot III - Managerul formației, ușor de identificat prin vestimentația sa viu-colorată, ochelarii de soare și schemele sale idioate. Este fratele geamăn al Alexadrei. Este foarte fricos, dar nu ca și sora sa, el este bun la suflet și drăgăstos. Alexander și Valerie au uneori o atracție ușoară unul la altul din când în când. Dar pare uneori atras și el de Melody.
- Alexandra Cabot - Principalul antagonist al serialului, identificată prin părul său negru cu codiță de ponei cu o dungă albă în centru, astfel sugerând un dihor sau un sconcs. Egoistă și bătăușă, Alexandra se crede ca "adevăratul star al trupei", dar tot ce face e doar să stea încruntată prin jur cu brațele în sân. Este geloasă pe atenția pe care o primesc ceilalți, în special Josie. Este sora geamană a lui Alexander și n-are nici o legătură cu formația muzicală. Singurul ei "talent" este pusul constant la cale să fure centrul atenției (și afecțiunea lui Alan) de lângă Josie, doar ca fiecare schemă să eșueze în mod umilitor,
- Sebastian - Pisica nechezită a Alexandrei, a cărui blană alb-neagră seamă cu părul Alexandrei. Îi place să fie rău și uneori trece de partea dușmanului, dar de obicei doar să îl păcălească pe acesta pentru a avea șansa să ajute la scăparea grupului. Uneori își folosește ghearele ca să ia încuietori. Uneori Alexandra îl recrutează pe Sebastian să îi facă trucuri murdare lui Josie, dar chiar și acestea eșuează. Are un râs similar cu cel al lui Muttley.

## Episoade
1. "The Nemo's a No-No Affair"
2. "A Greenthumb Is Not a Goldfinger"
3. "The Secret Six Secret"
4. "Swap Plot Flop"
5. "Midas Mix-Up"
6. "X Marks the Spot"
7. "Chili Today and Hot Tamale"
8. "Never Mind a Master Mind"
9. "Plateau of the Apes Plot"
10. "Strangemoon Over Miami"
11. "All Wong in Hong Kong"
12. "Melody Memory Mix-Up"
13. "The Great Pussycat Chase"
14. "Spy School Spoof"
15. "The Jumpin' Jupiter Affair"
16. "Don't Count on a Countess"

## Legături externe
- Josie și Pisicile la Internet Movie Database